# Paradorydium pulapex
Paradorydium pulapex är en insektsart som beskrevs av Pieter D. Theron 1982. Paradorydium pulapex ingår i släktet Paradorydium och familjen dvärgstritar. Inga underarter finns listade i Catalogue of Life.